# ممر خيبر

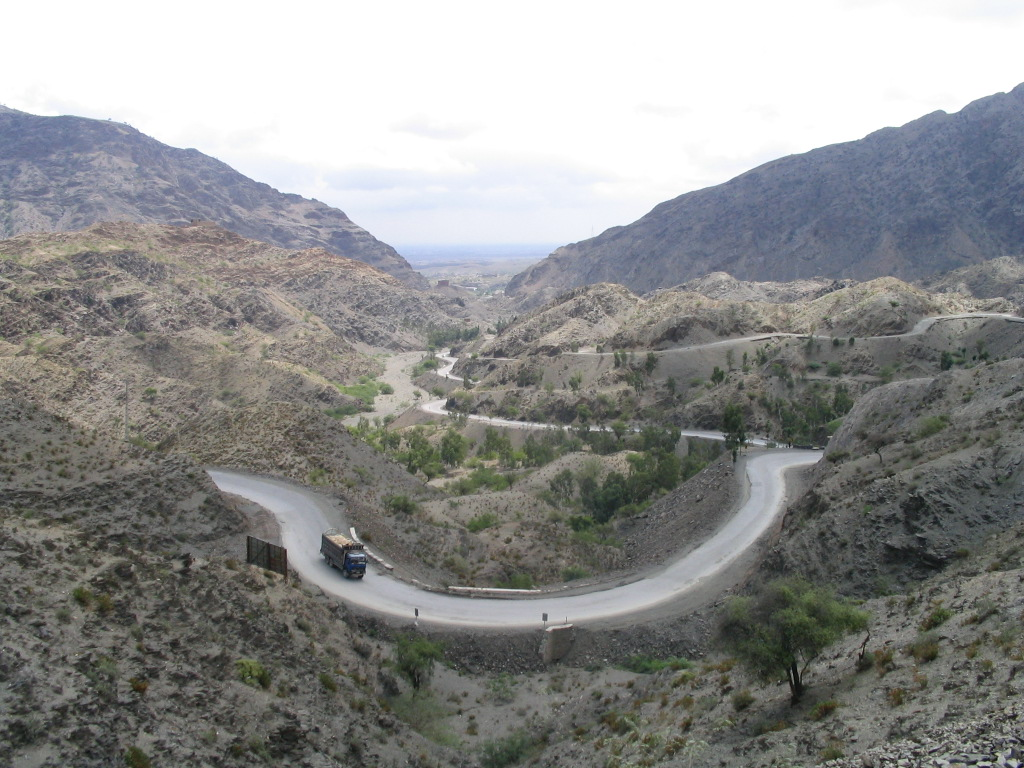
ممر بوابة خيبر الجبلي في الشطر الباكستاني

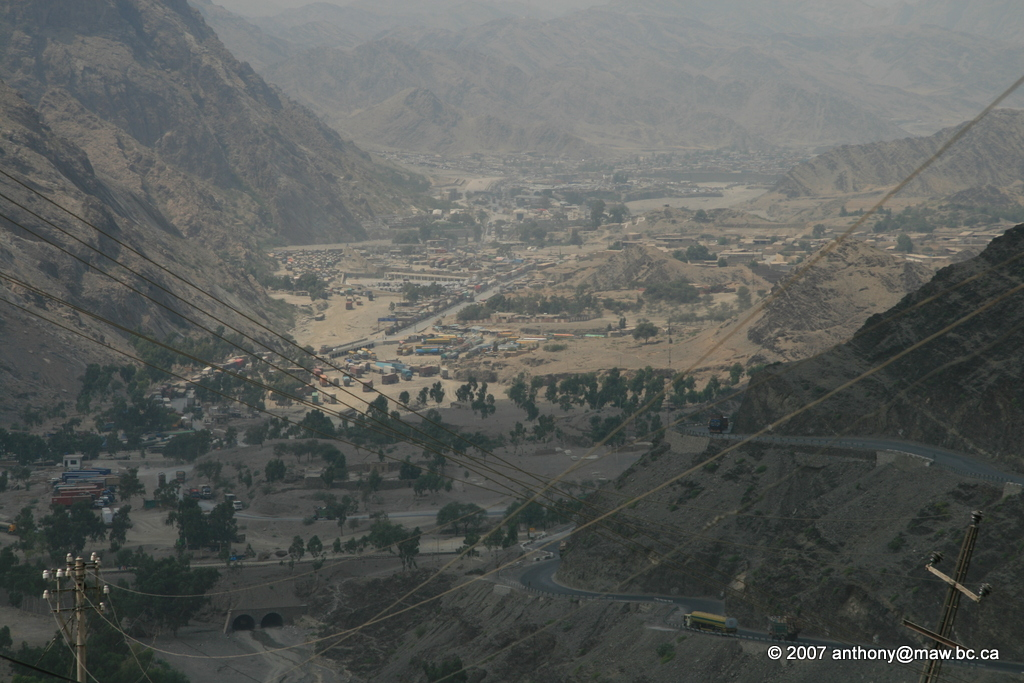
ممر خيبر

ممر خيبر (أردو: درہ خیبر) هي ممر جبلي حدودي في سلسلة جبال هندوكوش يصل بين باكستان وأفغانستان قرب مدينة بيشاور الباكستانية. تقع البوابة على ارتفاع 1,070 متر عن سطح البحر.
يبلغ طول الممر حوالي خمسة كيلومترات وعرضه حوالي 12 متر وسط حجارة شاهقة يبلغ ارتفاعها حوالي 400 متر. كانت الممر عبر التاريخ طريقاً تجارياً هاماً بين شبه القارة الهندية وآسيا الوسطى. كما كانت ممراً للعديد من الجيوش القادمة من الشمال الغربي لشبه القارة الهندية مثل الإغريق اليونان والإنكليز وغيرهم.
أعلى منطقة في بوابة خيبر هي لندي كوتال.